# بیلو (مریوان)
بیلو (مریوان)، روستایی از توابع بخش خاوومیرآباد شهرستان مریوان در استان کردستان ایران است.
این روستا به روستای ماموستا ناری نیز مشهور است. ناری از شاعران کلاسیک کرد است که از وی آثار فاخر و ستودنی برجای مانده است.
بیلو هرساله میزبان  لک لک‌های مهاجر است که به کوه‌های اطراف روستا می‌آیند و صدای زیبایشان را در این روستا و علی‌الخصوص کوهستان‌های اطرافش طنین انداز می‌کنند.
دشت بیلو همواره میزبان مردم بوده و از شناخته شده‌ترین و بهترین تفرجگاه‌های مریوان است.
بیلو از دیرباز یکی از خاستگاه‌های عرفان و تصوف بوده است.
اکنون با احداث شهرک صنعتی در جوار این روستا طبیعت این روستا در معرض تخریب است.

## جمعیت
این روستا در دهستان خاوومیرآباد قرار دارد و براساس سرشماری مرکز آمار ایران در سال ۱۳۸۵، جمعیت آن ۶۰۰ نفر (۱۲۰خانوار) بوده‌است.